# Клевер
Кле́вер (лат. Trifólium) — род растений семейства Бобовые (Fabaceae), подсемейства Мотыльковые (Faboideae). Включает около 400 видов. Наиболее распространён в Северном полушарии; встречается в Южной Америке и Африке. Важная сельскохозяйственная культура (медонос, кормовое растение, сидерат).

## Название
Латинское название рода происходит от tres — «три» и folium — «лист», дословно означая «трилистник». Русское название, впервые встречающееся в Травнике Николая Любчанина (1534), было заимствовано в XVI веке из немецкого языка. Некоторые виды клевера также называют «кашкой».

## Ботаническое описание

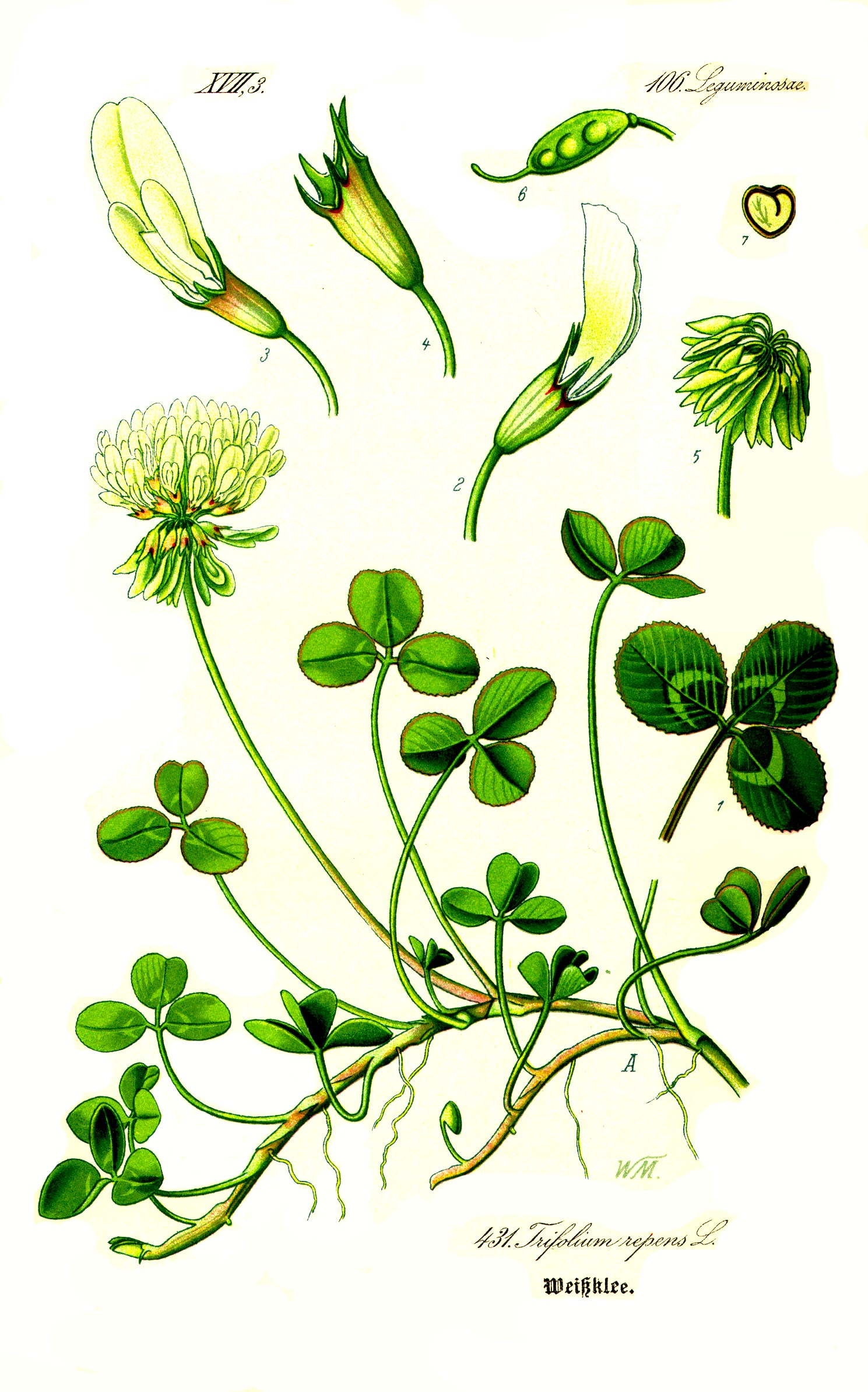
Клевер ползучий.

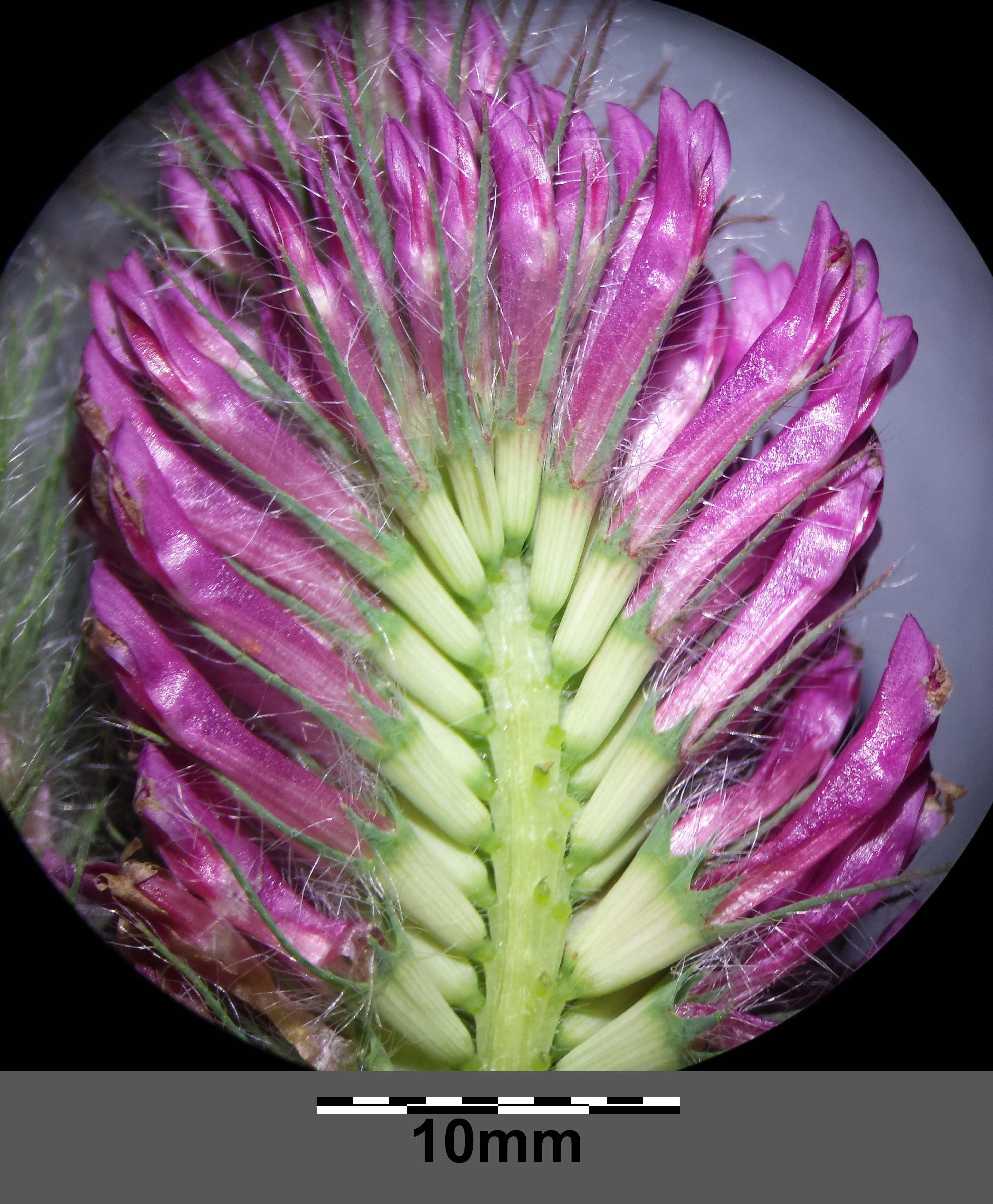
Строение соцветия на примере Клевера красного (Trifolium rubens)

Однолетние, двулетние и многолетние травы небольших или средних размеров.
Корень стержневой, цилиндрический или веретенообразный; ряд видов образует корневища.
Стебель цилиндрической формы, восходящий или прямой, реже простёртый, иногда древеснеющий в основании.
Листья в основном тройчатые, реже пятерные; у некоторых видов пальчаторассечённые. Прилистники обычно срастаются с черешком листа.
Цветки у разных видов красные, розовые, белые, жёлтые, реже — неодноцветные. Цветки небольшие или даже мелкие, собранные у большинства в виде головок, нередко прикрытых, особенно в начале, верхним или двумя верхними листьями, образующими род поволоки. Расположение цветов зонтиками, кистью или поодиночке редко. Цветок построен по типу мотыльковых, из десяти тычинок девять срастаются нитями, а одна остаётся свободной. Завязь короткая, содержит от двух до восьми семяпочек.
После отцветания венчик высыхает, но не опадает и окутывает маленький плод — боб, кожистый или перепончатый, содержащий одно или два семени, редко больше. Этот боб поздно вскрывается, иногда и вовсе остаётся невскрытым. Мелкие семена почти шаровидны или несколько удлинены.
Опылителями клевера являются преимущественно шмели и пчёлы. Опыление, как правило, перекрёстное; самоопыление редко.

## Распространение
Распространён в умеренной и субтропической зонах Евразии и Северной Америки; встречается в горах Средней и Южной Америки, а также тропической и субтропической Африки. Отсутствует (в диком состоянии) в Юго-Восточной Азии и Австралии. В России насчитывается около 70 видов.

## Азотфиксация

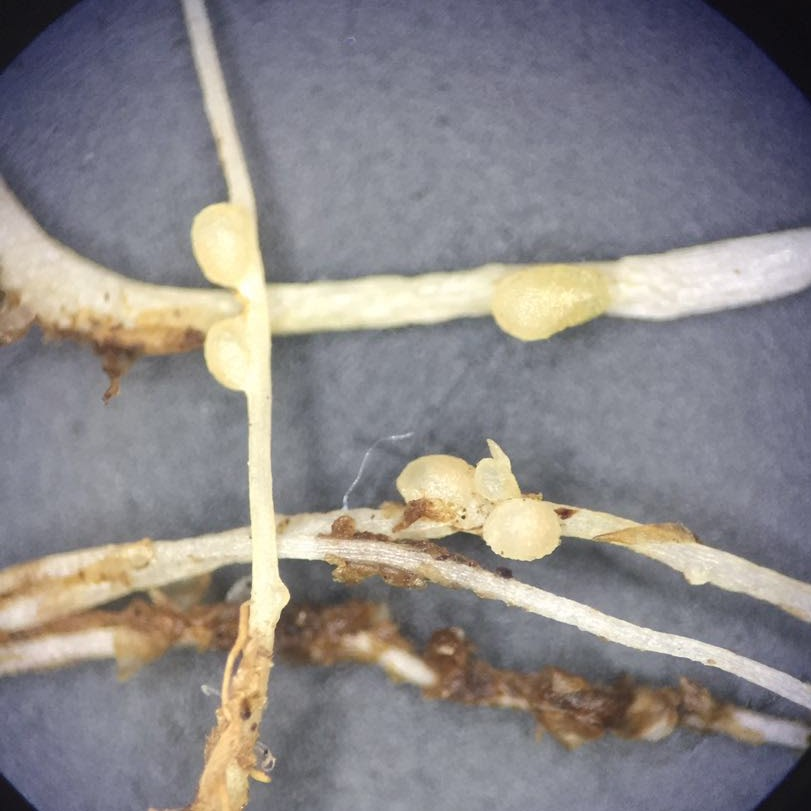
Клубеньки на корнях клевера

Корни клевера несут на своих ветвях особого рода вздутия — клубеньки, встречающиеся и у многих других бобовых. Внутри клубеньков поселяются особые клубеньковые бактерии (обычно Rhizobium trifolii), способные фиксировать азот из воздуха, содержащегося в почве, и передавать его растению в удобной для ассимиляции форме. Это объясняет накопление азота в почве, где рос клевер или другие бобовые, и делает целесообразным удобрение почвы путём запахивания бобовых (так называемые «зелёные удобрения», или сидерация).

## Значение и применение

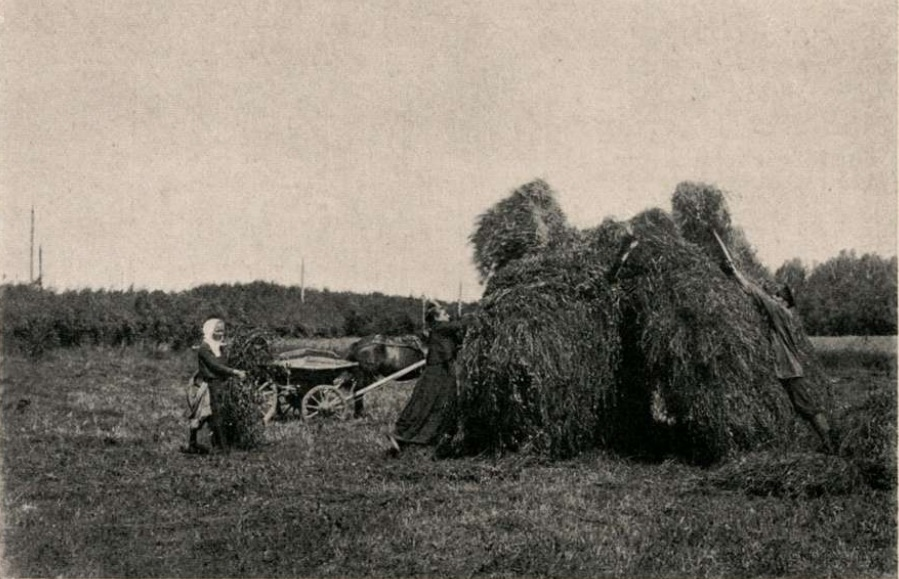
Сушка клевера на хуторе Константина Фалена (из книги П. В. Халютина «Крестьянское хозяйство в России», 1915)

В Европе клевер культивируется с I века н. э.; в России с середины XVIII века. В культуре свыше десяти видов, из которых наибольшее значение имеют многолетние клевер луговой (Trifolium pratense), гибридный (Trifolium hybridum) и ползучий (Trifolium repens). В засушливых областях чаще выращиваются однолетние виды (клевер александрийский, пунцовый и др.). Выведено множество культурных сортов, распространённых повсеместно в зонах умеренного климата.

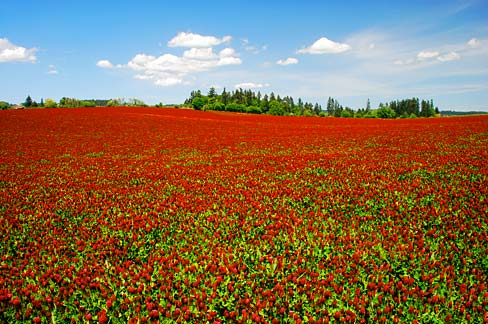
Клеверные поля в Орегоне

Клевер — хороший медонос. Клеверный мёд относится к числу лучших. Он прозрачен, с тонким ароматом и нежным вкусом, при кристаллизации образует твёрдую белую массу.
Представляет собой ценное кормовое растение, богатое белком, фосфором и кальцием; используется в качестве свежего зелёного корма или сена.
Клевер предпочитает слабокислые или нейтральные почвы; требователен к влаге, но не переносит её избытка. Выращивание клевера повышает плодородие почвы (благодаря обогащению азотом) и способствует предотвращению эрозии.
Цветки и трава растений могут использоваться в народной медицине. Ряд видов (в первую очередь Клевер ползучий) используется для создания газонов, благодаря устойчивости к вытаптыванию, выкашиванию и затенению.
В культуре вред посевам клевера могут наносить люцерновый долгоносик и другие виды долгоносиков, проволочник, гусеницы совок, тли, клопы и пр.. Из болезней распространены антракноз, аскохитоз, бурая пятнистость, ржавчина, фузариоз, цветочная плесень, бактериозы и мозаичные болезни. Кроме того, на клевере паразитируют различные виды повилики.

## Таксономия
Trifolium Tourn. ex L. Species Plantarum 2: 764. Архивная копия от 3 декабря 2021 на Wayback Machine 1753.
Род Клевер относится к подсемейству Мотыльковые (Papilionoideae) семейства Бобовые (Fabaceae) порядка Бобовоцветные (Fabales). Таксономическая схема в соответствии с Системой APG IV по состоянию на декабрь 2023 года:
|  |                                      |  |                                   |                                   |                   |  | ещё 3 семейства | ещё 3 семейства   |                          |  |                                                              |  | еще 523 рода | еще 523 рода |  |
|  |                                      |  |                                   |                                   |                   |  | ещё 3 семейства | ещё 3 семейства   |                          |  |                                                              |  | еще 523 рода | еще 523 рода |  |
|  |                                      |  |                                   | порядок Бобовоцветные             |                   |  |                 |                   | подсемейство Мотыльковые |  |                                                              |  |              |              |  |
|  |                                      |  |                                   | порядок Бобовоцветные             |                   |  |                 |                   | подсемейство Мотыльковые |  | 369 подтвержденных видов и 66 видов, ожидающих подтверждения |  |              |              |  |
|  | отдел Цветковые, или Покрытосеменные |  |                                   |                                   | семейство Бобовые |  |                 |                   | род Клевер               |  |                                                              |  |              |              |  |
|  | отдел Цветковые, или Покрытосеменные |  |                                   |                                   |                   |  |                 |                   |                          |  |                                                              |  |              |              |  |
|  |                                      |  | ещё 63 порядка цветковых растений | ещё 63 порядка цветковых растений |                   |  |                 | еще 5 подсемейств | еще 5 подсемейств        |  |                                                              |  |              |              |  |
|  |                                      |  |                                   | ещё 63 порядка цветковых растений |                   |  |                 |                   | еще 5 подсемейств        |  |                                                              |  |              |              |  |

### Виды
Различными систематиками в состав рода включается различное количество видов — около 250 согласно «Большой российской энциклопедии»; около 300 по «Британнике» и «Флоре СССР». По современной классификации количество подтвержденных видов в составе рода — 369.
Некоторые из них:
- Trifolium africanum Ser. — Клевер африканский
- Trifolium alexandrinum L. — Клевер александрийский, или Клевер египетский
- Trifolium alpestre L. — Клевер альпийский
- Trifolium ambiguum M.Bieb. — Клевер сходный
- Trifolium andersonii A.Gray — Клевер Андерсона
- Trifolium angulatum Waldst. & Kit. — Клевер угловатый
- Trifolium angustifolium L. — Клевер узколистный
- Trifolium apertum Bobrov — Клевер открытозевый
- Trifolium arvense L. — Клевер пашенный
- Trifolium aureum Pollich — Клевер золотистый
- Trifolium badium Schreb. — Клевер коричневый
- Trifolium brandegei S.Watson — Клевер Брандеги
- Trifolium campestre Schreb. — Клевер полевой
- Trifolium canescens Willd. — Клевер седоватый
- Trifolium caucasicum Tausch — Клевер кавказский
- Trifolium cyathiferum Lindl. — Клевер чашеносный
- Trifolium dasyphyllum Torr. & A.Gray — Клевер серо-голубой
- Trifolium diffusum Ehrh. — Клевер раскидистый
- Trifolium dubium Sibth. — Клевер сомнительный
- Trifolium echinatum M.Bieb. — Клевер иглистый
- Trifolium eximium DC. — Клевер отменный
- Trifolium fragiferum L. — Клевер земляничный
- Trifolium glomeratum L. — Клевер скученный
- Trifolium gordejevii (Kom.) Z.Wei — Клевер Гордеева
- Trifolium haydenii Porter — Клевер Хайдена
- Trifolium hirtum All. — Клевер мохнатый
- Trifolium hybridum L. — Клевер гибридный, или Клевер розовый, или Клевер шведский
- Trifolium incarnatum L. — Клевер пунцовый, или Клевер мясо-красный
- Trifolium lappaceum L. — Клевер репейниковый
- Trifolium longipes Torr. & A.Gray — Клевер длинностебельный, или Клевер длинноногий
- Trifolium lupinaster L. — Клевер люпиновый, или Клевер пятилистный
- Trifolium macrocephalum (Pursh) Poir. — Клевер крупноголовый
- Trifolium medium L. — Клевер средний
- Trifolium micranthum Viv. — Клевер мелкоцветковый
- Trifolium montanum L. — Клевер горный
- Trifolium nanum Torr. — Клевер маленький
- Trifolium ochroleucon Huds. — Клевер бледно-жёлтый
- Trifolium pannonicum Jacq. — Клевер венгерский, или Клевер паннонский
- Trifolium parnassii Boiss. & Spruner — Клевер парнасский
- Trifolium parryi A.Gray — Клевер Парри
- Trifolium phleoides Willd. — Клевер батлачковый
- Trifolium physodes M.Bieb. — Клевер вспухлый
- Trifolium polyphyllum (C.A.Mey.) Latsch. — Клевер многолистный
- Trifolium pratense L. typus[1] — Клевер луговой
- Trifolium repens L. — Клевер ползучий, или Клевер белый, или Клевер голландский
- Trifolium resupinatum L. — Клевер опрокинутый, или Клевер персидский
- Trifolium retusum L. — Клевер бедноцветковый
- Trifolium rubens L. — Клевер красный, или Клевер красноватый
- Trifolium spadiceum L. — Клевер тёмно-каштановый
- Trifolium squamosum L. — Клевер приморский

### Синонимы
- Amarenus C.Presl
- Amoria C.Presl
- Bobrovia A.P.Khokhr.
- Calycomorphum C.Presl
- Chrysaspis Desv.
- Dactiphyllon Raf.
- Dactiphyllum Raf.
- Falcatula Brot.
- Galearia C.Presl
- Lagopus Bernh.
- Lagopus Hill
- Lojaconoa Bobrov
- Loxospermum Hochst.
- Lupinaster Fabr.
- Micrantheum C.Presl
- Microphyton Fourr.
- Mistyllus C.Presl
- Ochreata (Lojac.) Bobrov
- Paramesus C.Presl
- Pentaphyllon Pers.
- Triphylloides Moench
- Ursia Vassilcz.
- Ursifolium Doweld

## В культуре

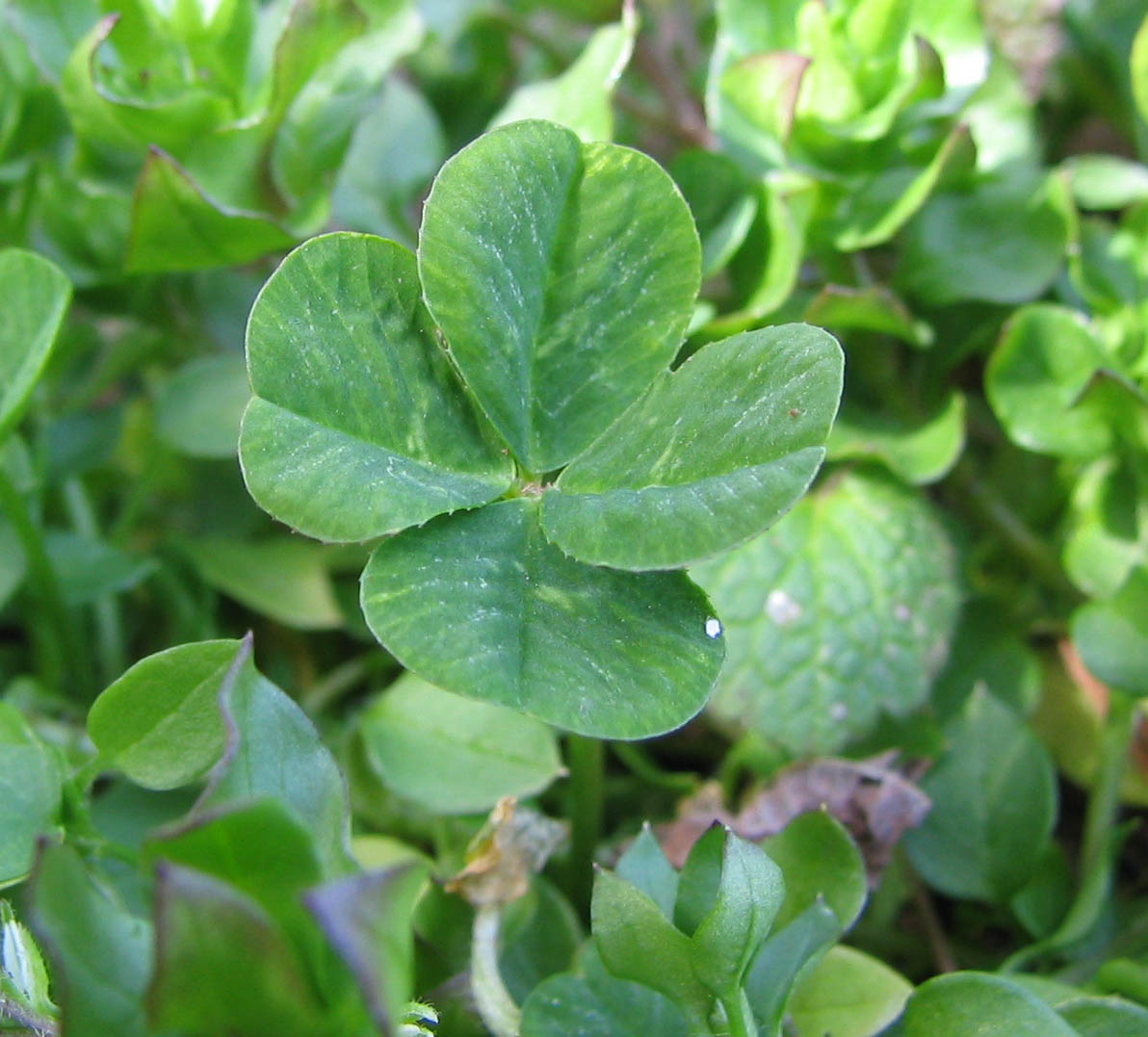
Клевер с необычным четырёхпластинчатым листом

- Трилистник — традиционный символ Ирландии и ирландцев. История возникновения символа восходит к Святому Патрику, который использовал лист клевера (или иного растения с тройчатыми листьями) для объяснения догмата Святой Троицы[22][23].
- Четырёхлистный клевер в западной традиции считается символом удачи[24].
- Цветки клевера наряду с цветками льна присутствуют на государственном гербе Белоруссии[25].

### Народные приметы
- Перед дождём листочки клевера выпрямляются.
- Клевер сближает листочки, наклоняется — перед ненастьем.
- Клевер стоит прямо или складывает листочки — надвигается буря[26].